# Gondeh Polī
Gondeh Polī (persiska: گنده پلی) är en ort i Iran.   Den ligger i provinsen Semnan, i den norra delen av landet, 300 km öster om huvudstaden Teheran. Gondeh Polī ligger 1 448 meter över havet och antalet invånare är 132.
Terrängen runt Gondeh Polī är varierad.Runt Gondeh Polī är det mycket glesbefolkat, med 5 invånare per kvadratkilometer. Närmaste större samhälle är Shahrud, 15,8 km söder om Gondeh Polī. Omgivningarna runt Gondeh Polī är i huvudsak ett öppet busklandskap.